# Palazzo Pubblico (Siena)
Palazzo Pubblico (mestna hiša) je palača v Sieni v Toskani v osrednji Italiji. Gradnja se je začela leta 1297, da bi bila sedež vlade Republike Siene, ki so jo sestavljali podeštat in svet Devetih, izvoljeni uradniki, ki so opravljali izvršne funkcije (in sodne v sekularnih zadevah).

## Arhitektura
Zunanjost zgradbe je primer italijanske srednjeveške arhitekture z gotskimi vplivi. Spodnje nadstropje je kamnito, zgornja pa zidana iz opeke. Pročelje palače je rahlo zavito navznoter (konkavno), da odraža zunanjo krivuljo (konveksno) Piazza del Campo, osrednjega trga v Sieni, katerega osrednja točka je palača. Na vrhu te fasade je ogromna okrogla ploska bronasta plošča [Kristogram], simbol, ki ga je uporabljal sveti Bernardino. Tam ga je postavila vlada leta 1425 v zahvalo velikemu pridigarju, domačemu Sienčanu, za njegove pridige, namenjene dušenju družbene in politične frakcije in nemirov.
Campanile ali zvonik Torre del Mangia je bil zgrajen med letoma 1325 in 1344; njegovo krono je oblikoval slikar Lippo Memmi. Stolp je bil zasnovan tako, da je višji od stolpa v sosednji tekmeci Firencah; takrat je bila to najvišja zgradba v Italiji. V sredini 14. stoletja je bila opremljena z mehansko uro. Njegova zasnova je bila uporabljena kot osnova za številne druge campanile (med drugim Dock Tower v Grimsbyju v Angliji, zgrajen leta 1852 in Spominski urni stolp Josepha Chamberlaina v kampusu Edgbaston na Univerzi v Birminghamu, ki je bil dokončan leta 1908).
- Kristogram na Palazzo Pubblico
- Soba Risorgimenta.
- Stolpna ura
- Cappella di Piazza.
- Dvorišče

## Freske
Skoraj vse večje sobe v palači vsebujejo freske. Takrat so bilo nenavadno da jih je naročil organ upravljanja mesta, ne pa cerkev ali verska bratovščina. Nenavadne so tudi po tem, da mnoge izmed njih upodabljajo posvetne teme namesto verskih, ki so v veliki večini značilne za italijansko umetnost te dobe.
Najbolj znane med posvetnimi freskami so trije panoji iz serije o vladi v dvorani Devet (znane tudi kot Sala della Pace) avtorja Ambrogija Lorenzettija.
Te freske so skupaj znane kot Alegorija dobre in slabe vlade.
Alegorija dobre vlade prikazuje poosebitev Pravičnosti kot ženske. Gestikulira z ravnotežjem tehtnice, ki jo drži poosebljenje Modrosti, ki plava nad njenim prestolom. Na levi strani gledalca obsojenemu zločincu odsekajo glavo; na desni figure prejemajo nagrade pravičnosti. Ob nogah Pravičnosti poosebljenje Vrline, prav tako nenavadno za tisti čas, upodobljena kot ženska figura, prenaša vrlino med 24 zvesto upodobljenih in prepoznavnih podob moških meščanov Siene. Moški so obrnjeni proti največji figuri na sliki, sodniku, ki se nahaja v sredini desno. Sodnik je obkrožen z dodatnimi poosebitvami, vključno z Mirom, ki je predstavljena kot modna, v belo oblečena sodobna ženska figura z urejenimi svetlimi lasmi.
Alegorija nosi močno socialno sporočilo o vrednosti stabilne republikanske vlade v Sieni. Združuje elemente laičnega življenja s sklicevanjem na pomen religije: Pravičnost spominja na Marijo, nebeško kraljico, zavetnico Siene, na prestolu; sodnik odraža tradicijo v krščanski Poslednji sodbi, da mora Bog ali Kristus soditi odrešene na levi in preklete na desni. Čeprav so te slike klasificirane kot srednjeveška ali proto (pred) renesančna umetnost, kažejo prehod iz prejšnje verske umetnosti.
Ob bok alegoriji sta še dve sliki na pravokotnih stenah: Učinki dobre vlade in Učinki slabe vlade. Obe freski prikazujeta prepoznaven pogled na Sieno in njeno podeželje.
V alegorični predstavitvi Dobre vlade uspešni meščani trgujejo in plešejo na ulicah. Za mestnim obzidjem je bujno podeželje, v katerem se nabirajo pridelki.
V alegoriji slabe vlade se kriminal širi in oboleli državljani potujejo po razpadajočem mestu; podeželje trpi zaradi suše.
Številne freske v palači, tudi te, so močno poškodovane zaradi soli, ki je bila nekoč shranjena v kleti stavbe. Teoretično je možno, da soli odstranijo vlago s sten, zaradi česar se omet pretirano posuši in freske odlepijo.
Med drugimi freskami je tudi Guidoriccio da Fogliano pri obleganju Monte Massija (italijansko Guidoriccio da Fogliano all'assedio di Monte Massi), ki se nahaja v dvorani Velikega sveta (Sala del Mappamondo). Fresko tradicionalno pripisujejo Simonu Martiniju, čeprav o tej temi poteka razprava. Stena ima krožne oznake, ki jih je pustil krožni stenski zemljevid sveta (zdaj izgubljen), Ambrogija Lorenzettija.
- Freska v palači.
- Alegorija Dobre države, Ambrogio Lorenzetti
- Papež Aleksander III. se vrne v Rim, Spinello Aretino.

V Sieni se je črna smrt končala leta 1348; približno polovica prebivalstva je umrla. Gospodarstvo republike je bilo uničeno in država je hitro nazadovala s svojega mesta v Italiji. Frančiškanski verski red se je v mestu povzpel na oblast. Stagnacija v naslednjih stoletjih je pomenila tudi, da se Siena v času renesanse ni razvijala tako kot druga italijanska mesta.
Prizaneseno ji je bilo tudi pred bombardiranjem med drugo svetovno vojno in sodobnim razvojem.